# Sclerophrys capensis
Sclerophrys capensis es una especie de anfibios anuros de la familia Bufonidae.

## Distribución geográfica y hábitat
Habita en Lesoto, Sudáfrica, Suazilandia y el extremo sur de Namibia; posiblemente también las zonas limítrofes de Botsuana, Mozambique y Zimbabue.
Su hábitat natural incluye bosques tropicales o subtropicales secos, sabanas secas, zonas secas de arbustos tropicales o subtropicales, praderas, lagos de agua dulce, marismas de agua dulce, tierra arable, plantaciones, zonas de almacenamiento de agua y estanques.